# 116-я танковая бригада
116-я отдельная танковая бригада, 116-я танковая бригада — отдельная танковая бригада РККА ВС Союза ССР, времён Великой Отечественной войны. 
Период боевых действий: с 26 июня 1942 года по 9 мая 1945 года. Полное действительное наименование, по окончании Великой Отечественной войны — 116-я отдельная танковая Александрийская Краснознамённая ордена Суворова бригада

## История
Сформирована в апреле 1942 года в Пензенской области. На фронт бригада прибыла поэшелонно. Разгружалась в 20-х числах июня 1942 года в районе станции Касторное и южнее. 28 июня противник начал наступление из района Щигры. Через несколько дней после прибытия на фронт бригаде пришлось вступить в бой с немецкими танковыми частями в районе Горшечного. Обстановка была крайне тяжёлой. Бои не затихали ни днём, ни ночью. Гитлеровцы, несмотря на потери, стремились к Воронежу.
В таких условиях, ведя сдерживающие бои, которые возникали подчас внезапно, в самых неожиданных местах, 116-я танковая бригада к 4 июля 1942 года оказалась в районе Нижнедевицка, Вязноватовки. Задача бригады состояла в том, чтобы не допустить прорыва танков и мотопехоты противника на хорошие дороги, идущие от Нижнедевицка на Орехово и на Верхнее Турово. Эти дороги были перегружены отходившими стрелковыми частями Красной Армии, понесшими большие потери. По этим дорогам проходила эвакуация раненых, тыловых подразделений и подвоз боеприпасов и горючего. В этом районе зенитные батареи бригады вели огонь по танкам противника весь день 4-го и часть дня 5 июля. Особенно отличился огневой взвод противотанковой батареи под командованием младшего лейтенанта Николая Петровича Загорского. На месте его гибели в с. Вязноватовка установлен памятник по проекту скульптора А. С. Мещерякова. Посмертно Н. П. Загорский награждён орденом Отечественной войны I степени.

## Состав бригады
- Управление бригады
- Рота управления
- 323-й танковый батальон (в донесениях номер батальона называется "1-й батальон")
- 324-й танковый батальон (в донесениях номер батальона называется "2-й батальон")
- мотострелково-пулемётный батальон (ком.:)
- истребительно-противотанковая батарея (ком.: капитан Авраменко Николай Ефремович)
- зенитная батарея
- рота технического обеспечения
- медико-санитарный взвод

## Командный состав бригады
Командиры бригады:
- полковник Трубицкий Василий Фёдорович (убит 29.06.1942 — ОБД)
- подполковник, с 16.02.1943 полковник Новак Анатолий Юльевич (с 01.04.1942 по 15.11.1943)
- полковник Юревич Евгений Антонович (с 16.11.1943 до конца войны)

Начальники штаба бригады:
- майор Караван Александр Филиппович (на июнь 1942)
- майор Жуков Николай Александрович (на январь 1943)[3]

Военный комиссар бригады, с 09.10.1942 г. — заместитель командира бригады по политической части:
- старший батальонный комиссар, с 23.11.1942 — подполковник Кривицкий Герц Иосифович (с 05.03.1942 по 19.06.1943)

Заместитель командира бригады по строевой части:
Заместитель командира бригады по технической части:
Начальник политотдела (с июня 1943 г. он же заместитель командира по политической части):
- батальонный комиссар, с 06.11.1942 — майор, 23.04.1943 — подполковник Свиридов Иосиф Тимофеевич (с 19.03.1942 по 29.01.1944)
- подполковник Голосов Иван Кузьмич (с 29.01.1944 по 21.02.1944)
- подполковник Свиридов Иосиф Тимофеевич (с 21.02.1944 по 17.08.1944)

Начальник отдела СМЕРШ бригады:
- капитан СМЕРШ Колесников Павел Павлович (1915-2003)

## Награды и почётные наименования
| Награда, почётное наименование        | Дата награждения | Основание награждения |
| ------------------------------------- | --- | --- |
| Почётное наименование Александрийская | присвоено приказом Верховного главнокомандующего от 06 декабря 1943 года                                               | В ознаменование достигнутого успеха в боях за освобождение города Александрия |
| Орден Красного Знамени                | Указ Президиума Верховного Совета СССР от 26 апреля 1945 г. «О награждении орденами соединений и частей Красной Армии» | За образцовое выполнение заданий командования в боях с немецкими захватчиками при овладении городами Бытув и Косьцежина и проявленные при этом доблесть и мужество                                     |
| Орден Суворова II степени             | Указ Президиума Верховного Совета СССР от 4 июня 1945 года «О награждении орденами соединений и частей Красной Армии»  | За образцовое выполнение заданий командования в боях с немецкими захватчиками при овладении городами Штральзунд, Гриммен, Деммин, Мальхин, Варен, Везенберг и проявленные при этом доблесть и мужество |

## Именные танки бригады
Танки полученные при сформировании бригады (1942 г.):
КВ-1:
- «Александр Невский» (КВ-1)
  - командир танка: лейтенант Николай Трофимович Бобровицкий
- «Багратион» (КВ-1)
  - командир танка: лейтенант Моравин Петр Иванович
- «Валерий Чкалов» (КВ-1) 
  - командир танка: командир взвода — старший лейтенант Николай Фёдорович Лукин
- «Ермак» (КВ-1)
  - командир танка: младший лейтенант Николай Алексеевич Быстров.
  - командир башни: старшина Анатолий Илларионович Бондарев
- «За Родину» (КВ-1)
  - командир танка: младший лейтенант Данилевский
- «Пугачёв» (КВ-1)
  - командир танка: лейтенант Александр Николаевич Ромашов
- «Фурманов»
  - командир танка: командир роты старший лейтенант Николай Самойлович Проценко
- «Чапаев» (КВ-1)
  - командир танка: мл. лейтенант Журавлёв Дмитрий Калинович[4]
  - ст. механик водитель танка Новиков Николай Фёдорович[5]
- «Щорс» (КВ-1)
  - командир танка: младший лейтенант А. Сундукевич,
  - механик-водитель: старший сержант М. Зайкин
  - стрелок-радист: старший сержант Георгий Фёдорович Сорокин

Т-34-76:
- «Пархоменко» (Т-34-76) 
  - командир танка: старшина Петр Павлович Переворочаев (погиб 29.11.1943)
- «Котовский» (Т-34-76) 
  - командир танка: командир взвода лейтенант Николай Арсентьевич Петрик ( погиб 30.06.1942)
- «Щорс» (Т-34-76) 
  - командир танка: лейтенант Владимир Данилович Левченко